# Itame gausaparia
Itame gausaparia är en fjärilsart som beskrevs av Augustus Radcliffe Grote 1881. Itame gausaparia ingår i släktet Itame och familjen mätare. Inga underarter finns listade i Catalogue of Life.